# Lac d'Hermance
Pour les articles homonymes, voir Hermance.
Le lac d'Hermance est un lac situé sur l'île principale des îles Kerguelen, dans les Terres australes et antarctiques françaises (TAAF).

## Toponymie
Le lac doit son nom à la commune suisse d'Hermance bordant le lac Léman, dans le canton de Genève. 

## Géographie
Le lac est situé sur le plateau Central à 13 mètres d'altitude dans la vallée de la Clarée.  Il occupe près de la moitié de la longueur de la vallée soit plus de 12 km, sur un surface de 5,6 km2 . Il a une forme très allongée et arquée. Le lac est alimenté par la Clarée et la rivière de la vallée des Cavernes à son extrémité amont, à l'ouest. Sur sa rive sud, il reçoit le déversoir du lac d'Entr'Aigues. A l'aval, la Clarée sert de déversoir au lac d'Hermance. À sa sortie, elle reçoit les eaux de la rivière des Galets avant d'atteindre la mer à l'anse du Radioleine, après 2 km de parcours.
Géologiquement, le lac est situé dans une entaille du Plateau Central, qui semble correspondre à une faille. Ce fossé recoupe des basaltes en plateau formé de couches subhorizontales, issues d'un volcanisme fissural. Le puy Saint-Théodule, à l'extrémité aval ouest du lac, fait partiellement barrage. C'est un volcan strombolien.